# 烏斯塔河
烏斯塔河是俄羅斯的河流，位於下諾夫哥羅德州和基洛夫州，屬於韋特盧加河的左支流，河道全長253公里，流域面積6,030平方公里，河流在每年11月至4月底結冰，下游可讓船隻航行，河畔城鎮有烏連。